# Большие Борки
Большие Борки — деревня в Калининском районе Тверской области. Относится к Заволжскому сельскому поселению. До 2006 года была центром Большеборковского сельского округа.
Расположена в 17 км к юго-западу от Твери, рядом с берегом Волги, на берегу Волги — деревня Мухино–Городище.

## История
В Списке населённых мест 1859 года значится владельческое сельцо Борки, 5 дворов, 54 жителя. Во второй половине XIX — начале XX века Борки относились к Хвастовскому (Казанскому) приходу Новинской волости Тверского уезда. В 1886 году в деревне Большие Борки 46 дворов, 295 жителей.
В 1997 году — 120 хозяйств, 378 жителей; администрация сельского округа, центральная усадьба колхоза «Мир», средняя школа (открыта в 1984 году), детсад, ДК, библиотека, отделение связи, медпункт, КБО, магазин.
В 2011 году Большеборковский дом культуры прекратил свою работу в связи с аварийным состоянием здания.

## Население
| 1859 | 1886 | 1997 | 2002 | 2010 |
| ---- | ---- | ---- | ---- | ---- |
| 54   | ↗295 | ↗378 | ↗392 | ↗416 |